# Cyril Gautier
Cyril Gautier (Plouagat, Côtes-d'Armor, 26 de setembro de 1987) é um ciclista profissional francês. Estreiou em 2007 com a modesta equipa Bretagne-Armor Lux. Actualmente compete com a equipa B&B Hotels-Vital Concept, pelo que correu em 2019.

## Palmarés
2008
- Campeonato Europeu em Estrada sub-23

2010
- Route Adélie

2013
- Tour de Finistère

2014
- 1 etapa do Tour de Limusino

2016
- Paris-Camembert

2017
- 1 etapa do Tour de Limusino

## Resultados nas Grandes Voltas e Campeonatos do Mundo
| Carreira           | 2007 | 2008 | 2009 | 2010 | 2011 | 2012 | 2013 | 2014 | 2015 | 2016 | 2017 | 2018 | 2019 |
| ------------------ | ---- | ---- | ---- | ---- | ---- | ---- | ---- | ---- | ---- | ---- | ---- | ---- | ---- |
| Giro d'Italia      | -    | -    | -    | -    | -    | -    | -    | -    | -    | -    | -    | -    | -    |
| Tour de France     | -    | -    | -    | 44º  | 43º  | 61º  | 32º  | 25º  | 34º  | 68º  | 48º  | -    | -    |
| Volta a Espanha    | -    | -    | -    | -    | -    | -    | -    | -    | 58º  | -    | -    | -    | -    |
| Mundial em Estrada | -    | -    | -    | 32º  | -    | -    | 59º  | 60º  | -    | -    | 86º  | -    | -    |

-: não participa

Ab.: abandono

## Equipas
- Bretagne-Armor Lux (2007-2008)
- Bbox Bouygues Telecom/Europcar (2009-2015)
  - Bbox Bouygues Telecom (2009-2010)
  - Team Europcar (2011-2015)
- AG2R La Mondiale (2016-2018)
- Vital Concept-B&B Hotels[2] (2019-)
  - Vital Concept-B&B Hotels (2019)
  - B&B Hotels-Vital Concept (2020)